# NGC 4149
NGC 4149 = NGC 4154 ist eine spiralförmige Radiogalaxie vom Hubble-Typ SABb? im Sternbild Großer Bär am Nordsternhimmel. Sie ist schätzungsweise 141 Millionen Lichtjahre von der Milchstraße entfernt und hat einen Durchmesser von etwa 55.000 Lichtjahren.

Im selben Himmelsareal befinden sich u. a. die Galaxien NGC 4141 und NGC 4161.
Das Objekt wurde am 17. April 1789 von William Herschel entdeckt.